# Cao Shen
Cao Shen (chinesisch 曹参; gest. 190 v. Chr.) war ein Politiker der chinesischen Han-Dynastie.

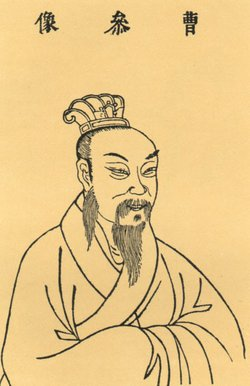
Cao Shen

Cao Shen schloss sich dem aufständischen Liu Bang an, dem späteren Kaiser Gaozu von Han, und half ihm bei der Einnahme der Stadt Xianyang. Im Jahr 201 v. Chr. wurde Cao Shen vom Kaiser zum Marquis erhoben. Er hatte später den Posten des Obersten Ministers inne (bis 193 v. Chr.) und gilt auch seiner Gesetzesreformen wegen neben Xiao He als einer der tragendsten Politiker seiner Zeit.